# La Sala (Avairon)
La Sala (en francès Decazeville) és un municipi del departament francès de l'Avairon, a la regió d'Occitània. Fou creat al segle xix sota l'impuls de la revolució industrial i deu el nom a Élie Decazes, duc de Decazes, polític i fundador de la fàbrica que va originar la població.

## Evolució demogràfica
| Evolució de la població Ehess i INSEE |      |      |      |      |       |       |       |       |
| 1793                                  | 1800 | 1806 | 1821 | 1831 | 1836  | 1841  | 1846  | 1851  |
| -                                     | -    | -    | -    | -    | 2 715 | 4 154 | 6 323 | 5 938 |

| 1856  | 1861  | 1866  | 1872  | 1876  | 1881  | 1886   | 1891  | 1896  |
| ----- | ----- | ----- | ----- | ----- | ----- | ------ | ----- | ----- |
| 8 842 | 8 620 | 7 106 | 8 710 | 9 547 | 9 625 | 10 702 | 8 871 | 9 634 |

| 1901   | 1906   | 1911   | 1921   | 1926   | 1931   | 1936   | 1946   | 1954   |
| ------ | ------ | ------ | ------ | ------ | ------ | ------ | ------ | ------ |
| 11 536 | 12 961 | 14 144 | 14 089 | 14 261 | 15 210 | 12 365 | 12 138 | 11 510 |

| 1962   | 1968   | 1975   | 1982  | 1990  | 1999  | 2006 | 2011 | 2016 |
| ------ | ------ | ------ | ----- | ----- | ----- | ---- | ---- | ---- |
| 11 855 | 10 532 | 10 231 | 8 804 | 7 754 | 6 805 | -    | -    | -    |

| 2019 | - | - | - | - | - | - | - | - |
| ---- | - | - | - | - | - | - | - | - |
| -    | - | - | - | - | - | - | - | - |

## Administració
| Període   | Identitat     | Partit |
| --------- | ------------- | ------ |
| 1991-2010 | Pierre Gadéa  |        |
| 2010-     | Jean Reuilles | PS     |

## Agermanaments
- Utrillas, Aragó
- Coazze (Piemont)

## Personatges il·lustres
- Emma Calvé, cantant de la Belle Époque